# Cantone di Pucará
Il Cantone di Pucará è un cantone dell'Ecuador che si trova nella Provincia di Azuay.
Il capoluogo del cantone è Pucará.